# Mollinedia calodonta
Mollinedia calodonta är en tvåhjärtbladig växtart som beskrevs av Janet Russell Perkins. Mollinedia calodonta ingår i släktet Mollinedia och familjen Monimiaceae. Inga underarter finns listade i Catalogue of Life.